# 梅拉妮·霍尔
梅拉妮·霍尔（英語：Melanie Hall，1977年1月11日—），生于达尔文，澳大利亚女子篮球运动员。她曾代表澳大利亚参加2008年夏季残疾人奥林匹克运动会轮椅篮球比赛，获得一枚铜牌。